# ساندرو سیریگو
ساندرو سیریگو (انگلیسی: Sandro Sirigu؛ زادهٔ ۷ اکتبر ۱۹۸۸) بازیکن فوتبال اهل آلمان است.
از باشگاه‌هایی که در آن بازی کرده‌است می‌توان به باشگاه فوتبال دارمشتات ۹۸، باشگاه فوتبال فرایبورگ، و باشگاه فوتبال هایدنهایم اشاره کرد.